# Kolsva
Kolsva (udtales [ˈkoːlsva]) er et byområde i Köpings kommun i Västmanland i Sverige, beliggende 15 kilometer nordvest for Köping langs vej 250. Gennem Kolsva løber Hedströmmen.

## Historie
Kolsva er en industriby med rødder fra 1540'erne. Fra midten af 1800-tallet ekspanderede virksomheden kraftigt med støbt stål som speciale. I 1893 dannedes Kohlswa Jernverks AB. Skandinaviska Banken overtog samtlige aktier i selskabet i 1927 efter nogle år med økonomiske problemer. I 1985 valgte den daværende ejer Gränges at opdele virksomheden indenfor selskabet. Kohlswa Jernverk ophørte derved med at eksistere under dette navn, men fortsatte som flere mindre enheder.
Kolsva var centralby i Kolsva landskommun frem til 1970, hvor kommunen blev lagt sammen med Köping. I 1986 dannedes Kolsva kommundelsnämnd som et fritstående nævn i Köpings kommun. Kolsva kommundel fik ansvaret for børnehave, grundskole, fritidshjem, ungdomsgård, bibliotek, sportsanlæg samt ældre- og handicapomsorg i Kolsva. I Kolsva kommundel indgår, foruden centralbyen Kolsva, også blandt andet Västra Skedvi, Odensvi socken og Näverkärret. Kolsva kommundel findes ikke længere men er i dag en del af Köpings kommun.
I nærheden af Kolsva findes fra 1870'erne Kolsva fältspatgruva, som åbnede samtidig med en Siemens-Martin ovn blev startet i Kolsva, for hvilket der behøvedes kraft til at drive ovnen.